# Nassau Bay
La ville américaine de Nassau Bay est située dans le comté de Harris, dans l’État du Texas. Selon le recensement de 2010, elle compte 4 002 habitants.

## Source
- (en) Cet article est partiellement ou en totalité issu de l’article de Wikipédia en anglais intitulé « Nassau Bay, Texas » (voir la liste des auteurs).